# Сам (герой)

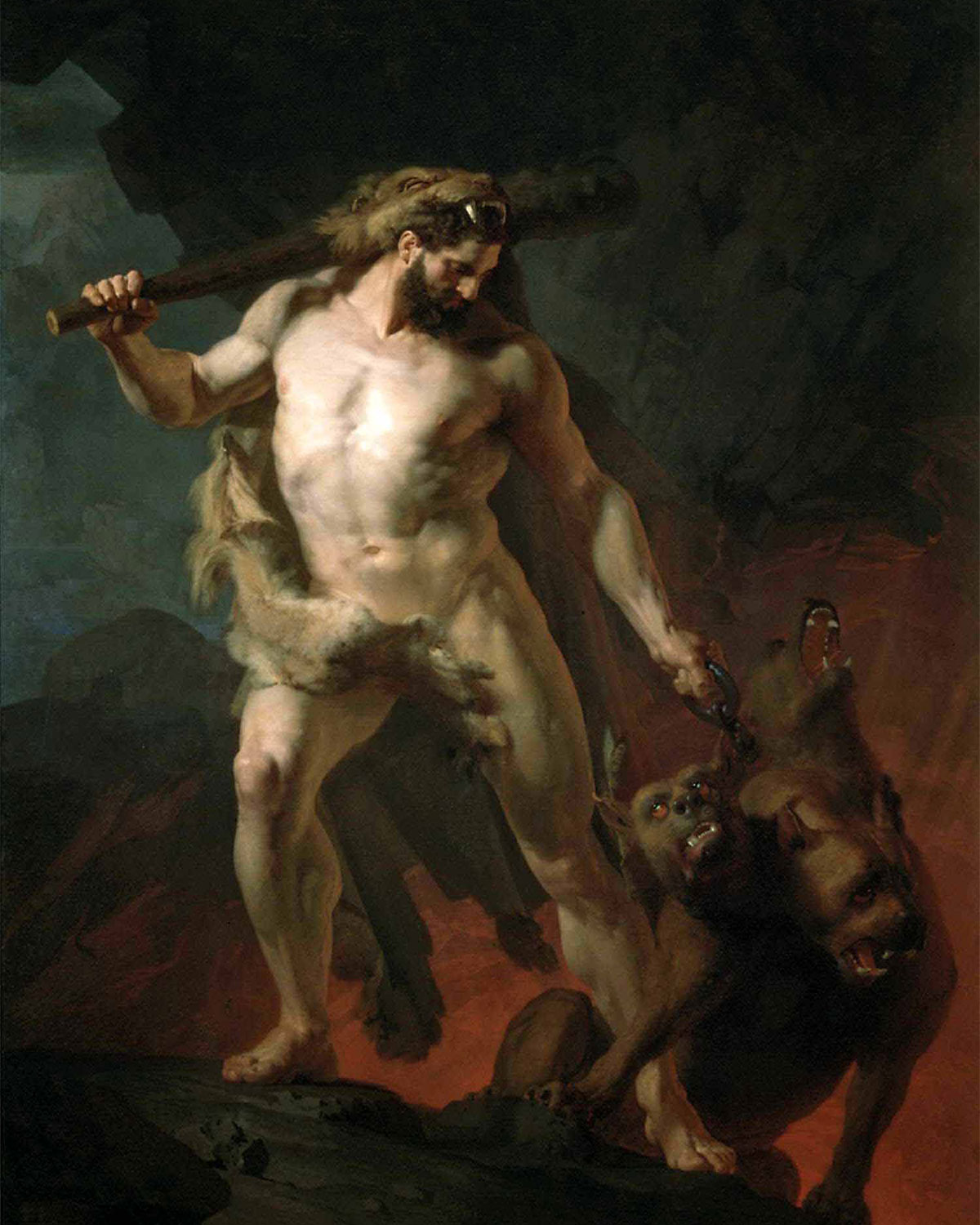

Сам (перс. سام‎) — герой древнеперсидской мифологии, а также одна из ключевых фигур в эпосе  Фирдоуси Шахнаме.

## История
Сам был сыном Наримана и внуком Кэрсаспы, отцом Зала и дедом Рустама. Когда родился сын Сама, Зал, ни один из близких ему людей не отважился показать ребёнка отцу - так как Зал родился на свет с белоснежными волосами. В конце концов нянька набралась храбрости и сообщила Саму что, хотя его сын и совершенно здоров, однако имеет такую странную особенность. Сперва Сам отказался видеть сына и приказал отправить Зала в горы Эльбурса, чтобы тот там умер. Однако мальчика спасла волшебная птица Симург, отнёсшая брошенного ребёнка в своё гнездо и вскормившая его там вместе со своими птенцами. 
Из мальчика вырос могучий молодой воин, и Сам узнал от путешествующих по Азии караванщиков о прекрасном юноше. Затем во сне Сам встречает некоего неизвестного из Индии, который передаёт ему известие от сына. Тогда Сам глубоко раскаивается в своём жестоком проступке и начинает поиски Зала. 
Следующей ночью во сне он видит красивого молодого человека с шёлковым знаменем в руке, предводителя большого войска. После этого двое мужчин проклинают Сама за то, что он бросил собственную плоть и кровь на умирание среди диких пустынь и гор. В ужасе проснувшись, Сам продолжает поиски своего сына и находит гнездо птицы Симург. Вещая птица с Залом на спине слетает с горных вершин в долину и передаёт сына отцу. Сам облачает Зала в богатые одежды, сажает его на коня и они вместе радостно возвращаются в город. Сам признаёт несправедливость своего первоначального решения о судьбе Зала и приказывает воспитать его как родовитого князя и своего наследника.